# Alagyaz

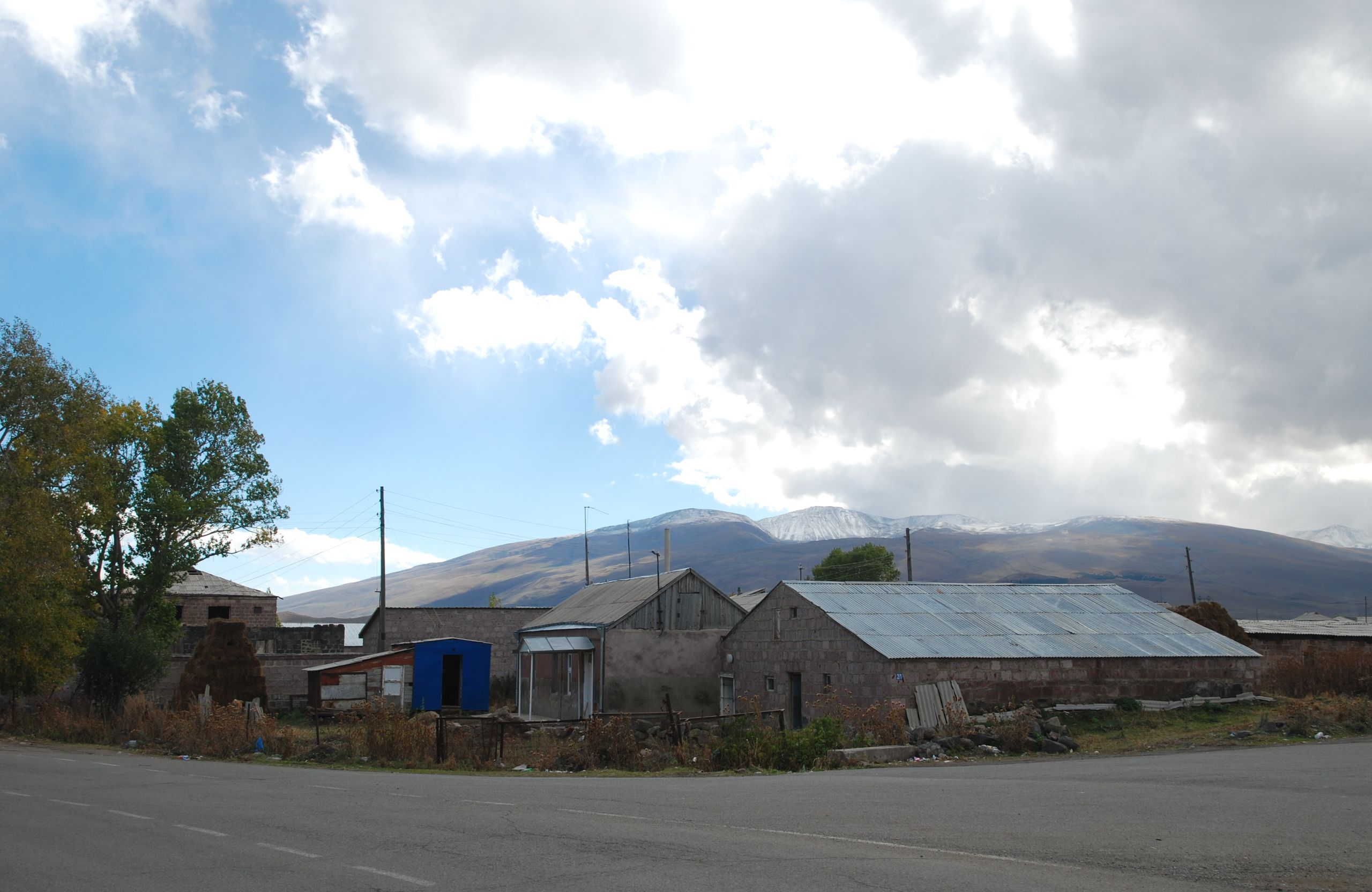
Ortsmitte. Vom Abzweig der Hauptstraße Richtung Aragaz

Alagyaz (armenisch Ալագյազ), auch Alagiaz, Elegez, bis 1938 Mets Dschamschlu (andere Umschriften Mets Jamshlu, Mets Dzhamshlu) ist ein Dorf und eine Landgemeinde (hamaynkner) in der nordarmenischen Provinz Aragazotn, das überwiegend von Jesiden bewohnt wird. Das über 2100 Meter hoch gelegene Bergdorf gilt als das kulturelle Zentrum der jesidischen Minderheit der Provinz.

## Lage
Alagyaz liegt auf der mit Gras bewachsenen Ebene von Tsaghkahovit, die sich an den Nordhang des 4090 Meter hohen Berges Aragaz anschließt und im Norden von der Pambak-Bergkette begrenzt wird, die über 3000 Metern Höhe erreicht. Der Ortsname Alagyaz ist von einer alternativen Bezeichnung des höchsten armenischen Berges abgeleitet. Das dünn besiedelte Hochland mit langen kalten Wintern und – abgesehen von den Monaten Juli und August – ganzjährigen Niederschlägen wird hauptsächlich als Weideland für Schafe genutzt. Auf großen Feldern werden Kartoffeln, Mais und Weißkraut angebaut. Das Gebiet ist seit der Bronzezeit besiedelt; die Urartäer errichteten im 1. Jahrtausend v. Chr. Festungen bei Hnaberd, Tsaghkahovit (acht Kilometer westlich Alagyaz) und anderen Orten. Rund vier Kilometer westlich von Alagyaz erhebt sich der Vardablur, ein Grashügel mit 2376 Metern Höhe beim gleichnamigen Jesidendorf (638 Einwohner im Jahr 2012).
Von Aschtarak, nördlich der Landeshauptstadt Jerewan, führt die Schnellstraße M3 an der Ostseite des Aragaz vorbei über Aparan zum 60 Kilometer entfernten Alagyaz und weitere 18 Kilometer nach Norden über den 2378 Meter hohen Spitak-Pass (Spitaki l-tsk) bis nach Spitak in die Provinz Lori. Spitak liegt im Tal des Pambak an der Strecke zwischen Gjumri im Westen und Wanadsor im Osten. Das nächste Dorf an der M3, etwa zwei Kilometer nordwestlich von Alagyaz, ist Dschamschlu mit 285 Einwohnern (2012). Drei Kilometer südlich an der M3 liegt Ria Taza (Rya Taza), ein weiteres Jesidendorf mit 569 Einwohnern (2012). In Alagyaz mündet von Westen die aus dem 29 Kilometer entfernten Artik kommende H21 in die M3. Am Ende einer Straße liegt 3,5 Kilometer nördlich von Alagyaz der Weiler Sipan mit 236 jesidischen Einwohnern (2012) auf 2121 Metern Höhe. Schließlich zweigt etwas südlich von Alagyaz eine drei Kilometer lange Straße ostwärts nach Charchakis (Derek) ab, wo die Ruine einer frühchristlichen Kirche erhalten blieb.

## Ortsbild

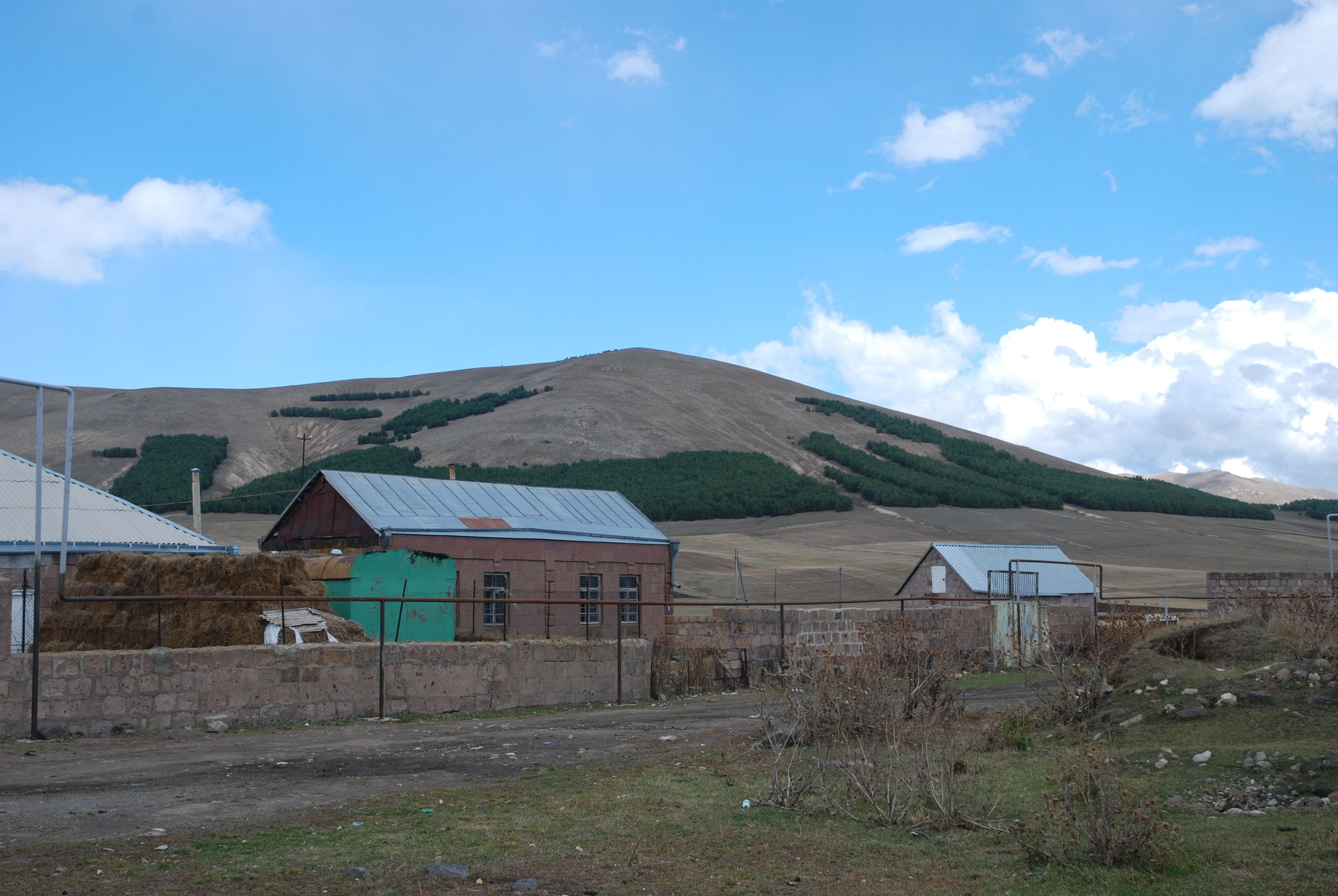
Hügel mit Aufforstung nordöstlich des Dorfes

Ende der 1980er Jahre lebten etwa 2500 Einwohner im Ort. Wegen der hohen Arbeitslosigkeit nach der Unabhängigkeit (1991) wanderten viele Bewohner in die Städte oder ins Ausland ab. Bei der Volkszählung des Jahres 2001 betrug die offizielle Einwohnerzahl noch 469. Nach der amtlichen Statistik lebten im Januar 2012 in Alagyaz 509 Einwohner. Das Ortszentrum ist die Straßengabelung, wo sich ein kleiner Lebensmittelladen befindet. Die teilweise von Mauern umgebenen Gehöfte bestehen aus meist eingeschossigen, mit Wellblech gedeckten Wohnhäusern, gemauerten Viehställen und Bretterschuppen. Für die Wintermonate werden Heuballen als Viehfutter hoch aufgetürmt. Die durchschnittliche Größe von privatem Landbesitz beträgt pro Familie 1,4 Hektar.
Überwiegend für den Bedarf der lokalen Bevölkerung wird in einem Betrieb Schafskäse produziert. In der sowjetischen Zeit gab es ein kleines Hausmuseum für kurdische Kultur. Die Inhaberin war Krankenschwester und führte im selben Gebäude eine Gesundheitsstation, die zusammen mit dem Krankenhaus in Tsaghkahovit 20 umliegende Dörfer betreute. Ein Theater zeigte unter anderem Adaptionen des kurdischen Nationalepos Mem û Zîn.
Die Sekundarschule von Alagyaz gehört (neben Tllik, Shamiran und Ria Taza) zu den vier Schulen der Provinz, in denen mehrheitlich jesidisch-kurdische Schüler unterrichtet werden. Es fehlen jedoch Lehrer und geeignetes Unterrichtsmaterial, um außerhalb des üblichen Lehrplans genügend Stunden in jesidischer Sprache, also in Kurmandschi, anbieten zu können. Kurmandschi wird seit dem Ende der Sowjetzeit nicht mehr in kyrillischer, sondern in lateinischer Schrift geschrieben, weshalb neue Schulbücher gedruckt werden mussten.
In elf von 20 Dörfern um Alagyaz leben überwiegend kurdische Jesiden. Die ersten jesidischen Familien kamen während der Unruhen in den 1830er Jahren nach dem Ende des Russisch-Türkischen Krieges 1828–1829 aus Anatolien in das zum Russischen Kaiserreich gehörende armenische Gebiet. Die ethnischen Minderheiten in Armenien stellen laut der 2001 durchgeführten Volkszählung 2,16 Prozent der Landesbevölkerung dar, die größte Minderheit der Jesiden hat mit rund 40.000 einen Anteil von 1,26 Prozent an der Gesamtbevölkerung.  Nach der Mitte des 19. Jahrhunderts siedelten sich einige Jesiden am Ort an. Die Einwohner von Alagyaz bekennen sich überwiegend ethnisch den Jesiden zugehörig und geben als ihre Muttersprache Kurmandschi an.
An mehreren Stellen in der Umgebung des Ortes stehen auf freiem Feld zoomorphe Grabsteine aus Basalt, die Schafe und Pferde abbilden und etwa Lebensgröße erreichen können. Sie sind Relikte der bis in vorislamische Zeit zurückgehenden Kultur aus Nordasien eingewanderter Turkvölker, die im Volksglauben von Muslimen, armenischen Christen und den hiesigen Jesiden erhalten blieben und in der Kaukasusregion weit verbreitet sind. Bis in die 1970er Jahre existierte im südarmenischen Dorf Worotan ein muslimischer Friedhof mit ähnlichen Tierfiguren. Aus Basaltquadern besteht auch ein anonymes Mausoleum in der Nähe von Alagyaz. Es besitzt die quadratische Grundform einer einfachen Qubba mit einer halbrunden Kuppel. Der Eingang zu dem fensterlosen Raum mit dicken Wänden liegt in der Südseite. Im Unterschied zu den von Jesiden verehrten Orten im Nordirak, besonders Lalisch, ist dieses Mausoleum wie andere jesidische Mausoleen in Armenien nicht von religiöser Bedeutung, sondern dient allein als Bestattungsort einer angesehenen Persönlichkeit.